# FileZilla
A FileZilla egy ingyenes, nyílt forrású, platformfüggetlen FTP-kliens. Bináris változatban elérhető Windows, Linux és Mac OS X operációs rendszerekhez. Az FTP, SFTP és FTPS (SSL/TLS feletti FTP) átvitelt támogatja. 2008. június 20-án minden idők 10. legkedveltebb letöltése volt a SourceForge.neten.
A FileZilla Server a FileZilla kliens rokonterméke, amely ugyanazon projekt által támogatott FTP-kiszolgáló, FTP és SSL/TLS feletti FTP támogatással.
Létezik hordozható változata is.

## Története
2001 januárjában kezdte Tim Kosse két osztálytársával a Filezilla fejlesztését iskolai projektként. Már akkoriban is sok FTP-kliens volt és a fejlesztők úgy vélték, nem tudnák eladni. Úgy döntöttek, nyílt forráskódú lesz, s GNU licenc alatt publikálták.

## Fontosabb funkciói
- Támogatja a félbemaradt fel-/letöltések folytatását, a 4 GB-nál nagyobb fájlok átvitelét.
- Várólista a fel-/letöltendő fájlokról
- Kedvenc helyek kezelése a gyakran használt FTP-helyekhez.
- Konfigurálható sebességkorlátozások
- Fájlnévszűrők
- A távoli fájlok szerkesztése
- A kapcsolat fenntartása
- HTTP/1.1, SOCKS5 és FTP proxy támogatás
- IPv6 támogatás
- Húzd és ejtsd technika támogatása

## Dokumentáció
Az eredeti dokumentáció itt található, magyar fordítása pedig megtalálható a Wikikönyvekben, ide.

## Külső hivatkozások
- Hivatalos webhely
- SourceForge.net projekt
- FileZilla wiki
- Hordozható változat